# Sahastata aravaensis
Espèce
Sahastata aravaensis est une espèce d'araignées aranéomorphes de la famille des Filistatidae.

## Distribution
Cette espèce se rencontre en Israël et en Jordanie dans l'Arabah,.

## Description
La femelle holotype mesure 12,28 mm, les femelles mesurent de 9,55 à 12,45 mm.

## Systématique et taxinomie
Cette espèce a été décrite par Ganem, Magalhaes, Zonstein et Gavish-Regev en 2022.

## Étymologie
Son nom d'espèce, composé de arava et du suffixe latin -ensis, « qui vit dans, qui habite », lui a été donné en référence au lieu de sa découverte, l'Arabah.

## Publication originale
- Gavish-Regev, Armiach Steinpress, Salman, Segev, Uzan, Byun, Levy, Aharon, Zvik, Shtuhin, Shapira, Majer, Ganem, Zonstein, Magalhaes & Lubin, 2022 : « Five-year monitoring of a desert burrow-dwelling spider following an environmental disaster indicates long-term impacts. » Insects, vol. 13, no 101, p. 1-26.